# أكاني سايتو
أكاني سايتو (齊藤 あかね) (مواليد 12 يناير 1993)، هي لاعبة كرة قدم كانت تلعب كلاعب وسط. ولعبت مع منتخب اليابان لكرة القدم للسيدات.

## وصلات خارجية
- أكاني سايتو على موقع الاتحاد الدولي (مؤرشف)  (الإنجليزية)
- أكاني سايتو على موقع Soccerway.com (الإنجليزية)
- أكاني سايتو على موقع عالم كرة القدم.نت (الإنجليزية)